# 披鱗鷹䱵
披鳞鷹𮬢（學名：Goniistius vestitus）又名披鳞唇指䱵，为婢䱵科鷹䱵屬的一种，過去曾被歸類為唇指䱵科唇指䱵屬。

## 分佈
本種为亚热带海水鱼，分布于西南太平洋的澳洲昆士兰南部、新南威爾士、新喀里多尼亚和豪勋爵岛与诺福克岛海域，栖息深度在5-30米，为大洋洲独有物种。

## 形態
此鱼体长可达35公分，栖息在岩石底质河口、近海和珊瑚礁水域，属底层鱼类，主要以小型无脊椎生物为食，其体色以黑白两色为主，眼睛前方和上唇上方长有旋钮状突起，其第一根背鳍刺较高，后面的背鳍刺则循序渐进的变低。

## 分類
该物种的模式产地在新喀里多尼亚。其种加词“vestitus”意为“被鳞覆盖的”。

## 經濟利用
此鱼可作为食用鱼。